# Centrosema carajasense
Centrosema carajasense là một loài thực vật có hoa trong họ Đậu. Loài này được Cavalc. miêu tả khoa học đầu tiên.